# Haissem Hassan
Haissem Hassan (Bagnolet, 8 febbraio 2002) è un calciatore francese, attaccante del Real Oviedo.

## Carriera

### Club
Cresciuto nei settori giovanili di Porte de Bagnolet e Paris FC, ha esordito fra i professionisti il 19 ottobre 2018, disputando con lo Châteauroux l'incontro di Ligue 2 pareggiato per 0-0 contro il Paris FC. Dopo due stagioni in cui totalizza 19 presenze tra campionato e coppe, il 2 ottobre 2020 viene acquistato dal Villarreal, che lo aggrega alla propria squadra riserve. Il 9 agosto 2021 passa in prestito al Mirandés.

### Nazionale
Ha giocato nelle nazionali giovanili francesi Under-17 ed Under-18.

## Statistiche

### Presenze e reti nei club
Statistiche aggiornate al 27 novembre 2022.
| Stagione             | Squadra              | Campionato           | Campionato | Campionato | Coppe nazionali | Coppe nazionali | Coppe nazionali | Coppe continentali | Coppe continentali | Coppe continentali | Altre coppe | Altre coppe | Altre coppe | Totale | Totale |
| Stagione             | Squadra              | Comp                 | Pres       | Reti       | Comp            | Pres            | Reti            | Comp               | Pres               | Reti               | Comp        | Pres        | Reti        | Pres   | Reti   |
| -------------------- | -------------------- | -------------------- | ---------- | ---------- | --------------- | --------------- | --------------- | ------------------ | ------------------ | ------------------ | ----------- | ----------- | ----------- | ------ | ------ |
| 2018-2019            | Châteauroux 2        | N3                   | 15         | 3          |                 | -               | -               |                    | -                  | -                  |             | -           | -           | 15     | 3      |
| 2019-2020            | Châteauroux 2        | N3                   | 3          | 1          |                 | -               | -               |                    | -                  | -                  |             | -           | -           | 3      | 1      |
| Totale Châteauroux 2 | Totale Châteauroux 2 | Totale Châteauroux 2 | 18         | 4          |                 | -               | -               |                    | -                  | -                  |             | -           | -           | 18     | 4      |
| 2018-2019            | Châteauroux          | L2                   | 4          | 0          | CF+CdL          | 1+0             | 0               |                    | -                  | -                  |             | -           | -           | 5      | 0      |
| 2019-2020            | Châteauroux          | L2                   | 13         | 0          | CF+CdL          | 0+1             | 0               |                    | -                  | -                  |             | -           | -           | 14     | 0      |
| Totale Châteauroux   | Totale Châteauroux   | Totale Châteauroux   | 17         | 0          |                 | 2               | 0               |                    | -                  | -                  |             | -           | -           | 19     | 0      |
| 2020-2021            | Villarreal B         | SDB                  | 18+6       | 1+1        |                 | -               | -               |                    | -                  | -                  |             | -           | -           | 24     | 2      |
| 2021-2022            | Mirandés             | SD                   | 35         | 3          | CR              | 3               | 0               |                    | -                  | -                  |             | -           | -           | 38     | 3      |
| 2022-2023            | Villarreal B         | SD                   | 15         | 0          |                 | -               | -               |                    | -                  | -                  |             | -           | -           | 15     | 0      |
| Totale carriera      | Totale carriera      | Totale carriera      | 109        | 9          |                 | 5               | 0               |                    | -                  | -                  |             | -           | -           | 114    | 9      |